# Джованні Боккаччо
Джова́нні Бокка́ччо (італ. Giovanni Boccaccio; 16 червня 1313, Флоренція — 21 грудня 1375) — італійський письменник епохи Відродження, друг Франческо Петрарки.

## Біографія
Народився Джованні Боккаччо в 1313 році у Флоренції або Чертальдо. Його батько був крамарем, мати — французькою аристократкою, невдовзі після народження Джованні вона померла. Дитинство Боккаччо провів у Флоренції, перші вірші написав у десять років. Навчався крамарству. У 1327 році крамар, в якого він проходив навчання, направив його до Неаполя.
Боккаччо в 1327 році взявся вчити право, проте після шести років кинув навчання, не завершивши. Завів знайомства серед впливових придворних у Неаполі, зблизився з гуртком гуманістів, що існував при дворі короля Роберта Анжуйського. За непевними свідченнями, в 1336 році був закоханий у Марію, доньку короля Неаполя Роберта Анжуйського, одруженої з графом д'Аквіно. Вона стала прообразом Ф'яметти з його перших літературних творів (роман «Філоколо», 1338; поема «Філострато», 1338; поема «Тезеїда», 1339).
Близько 1340 року Боккаччо повернувся до батьківського дому, працював у Флоренції як нотар і суддя, відчуваючи певну ностальгію за інтелектуальним життям Неаполя. У гострій політичній боротьбі виявив себе прихильником республіки; брав участь у громадському житті міста. Жив у досить скромних умовах. Брав участь у військових походах: в 1344–1346 роках (Неаполь), 1346 рік (Равенна) та 1348 рік (Форлі). Часом йому довіряли очолити дипломатичні місії. Так у 1350 році він мав запросити Франческо Петрарку на посаду професора у Флоренцію. Зустріч з Петраркою поклала початок їхньої багаторічної дружби та спільних гуманістичних студій.
У Флоренції Боккаччо написав пасторалі «Амето» (1341) та «Ф'єзоланські німфи» (1344—1345), поему «Любовне видіння» (1342). Роман «Ф'яметта» (1345), в якому Бокаччо прославляє любов і заперечує лицемірну мораль тодішнього суспільства, був кроком на шляху поступового наближення до реалізму. Найвизначніший твір Боккаччо — «Декамерон» (1350–1353) складається зі ста новел. У ньому розкривається реалістична картина тогочасної італійської дійсності на тлі другої чумної пандемії «Чорна смерть». Боккаччо гостросатирично висміював і викривав католицьке духівництво, виступав на захист прав людини та її особистих почуттів.
У 1359 році разом з Петраркою Боккаччо перебував у Мілані. У 1362 році чернець Джякіно Чіяні з Сієни навернув його до богомільного життя. 1363 рік Боккаччо провів у Венеції, знову разом з Петраркою. Потім жив відлюдьком у своєму помісті Чертальдо біля Флоренції, різноманіття вносили лише поодинокі дипломатичні місії: в 1365 році — до папи Урбана V в Авіньйон, в 1367 році — до Риму. У 1368 році знову приїхав до Петрарки, цього разу в Падую. У 1370–1371 роках перебував у Неаполі й планував поступити в монастир, але врешті відмовився від цієї ідеї. Внаслідок хвороби повернувся до Флоренції.
Останні роки життя Боккаччо присвятив науковій роботі, писав наукові праці латинською мовою, присвячені античній культурі, яку висвітлив з гуманістичних позицій. У 1373 році взявся за дослідження творчості Данте й виступав з публічними лекціями, присвяченими «Божественній комедії». Був ініціатором першого повного перекладу Гомера латинською мовою. Останні роки життя провів у своєму помісті Чертальдо, де й помер 21 грудня 1375 року.

### Гуманістична діяльність
Боккаччо був першим гуманістом і одним з найосвіченіших людей Італії. У Андалоне дель Неро він вивчав астрономію й цілих три роки тримав у своєму будинку калабрійця Леонтія Пілата, великого знавця грецької літератури, щоб читати з ним Гомера. Подібно своєму другові Петрарці, він збирав книги і власноруч переписав дуже багато рідкісних рукописів, які майже всі були знищені під час пожежі в монастирі Санто-Спіріто (1471). Він скористався своїм впливом на сучасників, щоб збудити в них любов до вивчення і знайомства з древніми. Його стараннями у Флоренції була заснована кафедра грецької мови та літератури. Одним з перших він звернув увагу суспільства на жалюгідний стан наук у монастирях, які вважалися їх хранителями. У монастирі Монте-Кассіно, найвідомішому в усій тогочасній Європі, Боккаччо знайшов бібліотеку, запущену до такої міри, що книги на полицях були покриті товстими шарами пилу, з одних рукописів були видерті сторінки, інші були порізані й понівечені, а, наприклад, чудові рукописи Гомера і Платона були помережані написами й богословською полемікою. Там він дізнався, між іншим, що брати роблять з цих рукописів свистульки дітям і талісмани жінкам.

## Творчість

### Твори народною мовою
До ранніх творів Боккаччо (неаполітанського періоду) належать: поеми «Філострато» (бл. 1335), «Тезеїда» (бл. 1339-41), роман «Філоколо» (бл. 1336-38), написані на основі сюжетів середньовічних романів. Пізніші твори (Флорентійського періоду): «Ф'єзоланські німфи» (1345), навіяні «Метаморфозами» Овідія, «Амето», і повість «Ф'яметта» (1343). Вершина творчості Боккаччо — «Декамерон».
Італійською мовою ним написані «Тезеїда» («La Teseide», перше видання, Феррара, 1475), перша спроба романтичного епосу в октавах; «Любовна візія» («Amorosa visione»); «Філоколо» («Filocolo»), роман, в якому сюжет запозичений зі старофранцузького роману «Флуар і Бланшфлор»; «Ф'яметта» («L'amorosa Fiammetta», Падуя, 1472), зворушлива історія душевних страждань покинутої Ф'яметти; «Ameto» (Венеція, 1477) — пасторальний роман у прозі й віршах; «Філострато» («Il Filostrato», видання 1480), поема в октавах про історію кохання Троїла і Крессиди; «Il corbaccio про labirinto d'amore» (Флоренція, 1487) — їдкий памфлет про жінок («Корбаччо») (1354—1355, опублікований 1487 року).

### Декамерон
Головним твором Боккаччо, що зробив його відомим на віки, був «Декамерон» (10-денні розповіді) — збірка 100 повістей, розказаних товариством з 7 панночок і 3 чоловіків, які під час чуми переселилися до села і там гаяли час цими розповідями. «Декамерон» написаний частково в Неаполі, частково у Флоренції. Сюжети Боккаччо запозичував або зі старофранцузьких фабліо («Fabliaux»), або зі збірки «Cento novelle antiche», а також з сучасних для поета подій. Оповіді написані витонченою, легкою мовою, вражаючим багатством добірних слів та виразів. Усі оповідання дихають життєвою правдою й строкатістю життя. Боккаччо використовував цілий набір схем і прийомів. Він зобразив людей усіх статей, будь-якого віку й характеру, пригоди найрізноманітніші, починаючи від найвеселіших і найкумедніших й закінчуючи найтрагічнішими й найзворушливішими. Разом з тим він зробив у романі на початку опис симптомів і клінічного перебігу чуми, та моралі, яка поширилась тоді під час смертельної чумної епідемії.
«Декамерон» перекладений ледь не всіма мовами світу, з нього черпали багато письменників, й чи не найбільше Шекспір.
Українською класичний переклад Бокаччо дійшов до читача 1964 року в перекладі Миколи Лукаша (видавництво «Дніпро»).
У французькій літературі традиції Боккаччо розвинула Маргарита Наваррська, створивши свій шедевр, близький за стилем й перейнятий гуманістичним духом французької культури й неоплатонізму — «Гептамерон». Говорячи про вплив Боккаччо на європейську літературу, варто згадати й Рабле та його роман «Ґарґантюа та Пантаґрюель».

### Латинські твори
Боккаччо — автор ряду історичних і міфологічних творів латинською мовою. Серед них енциклопедична праця «Генеалогія поганських богів» у 15 книгах («De genealogia deorum gentilium», перша редакція близько 1360, трактати «Про гори, ліси, джерела, озера, річки, болота і моря» («De montibus, silvis, fontibus, lacubus, fluminibus, stagnis seu paludibus et de nominibus maris», початий близько 1355—1357); 9 книг «Про нещастя знаменитих людей» («De casibus virorum et feminarum illustrium», перша редакція близько 1360). Книга «Про знаменитих жінок» («De claris mulieribus», почата близько 1361) включає 106 жіночих біографій — від Єви до королеви Іоанни Неаполітанської.

### Боккаччо про Данте
Джованні Боккаччо присвятив Данте два своїх твори італійською мовою — «Малий трактат на хвалу Данте» («Trattatello in laude di Dante»; точна назва — «Origine vita е costumi di Dante Alighieri», перша редакція — 1352, третя — до 1372) і незавершений цикл лекцій про «Божественну Комедію».
Перший твір містить біографію великого поета, щоправда, більш схожу на роман і апологію, ніж на історію; другий твір є коментарем «Божественної комедії», доведеним лише до початку 17-ї пісні «Пекла».

## Твори
Неаполітанський період:

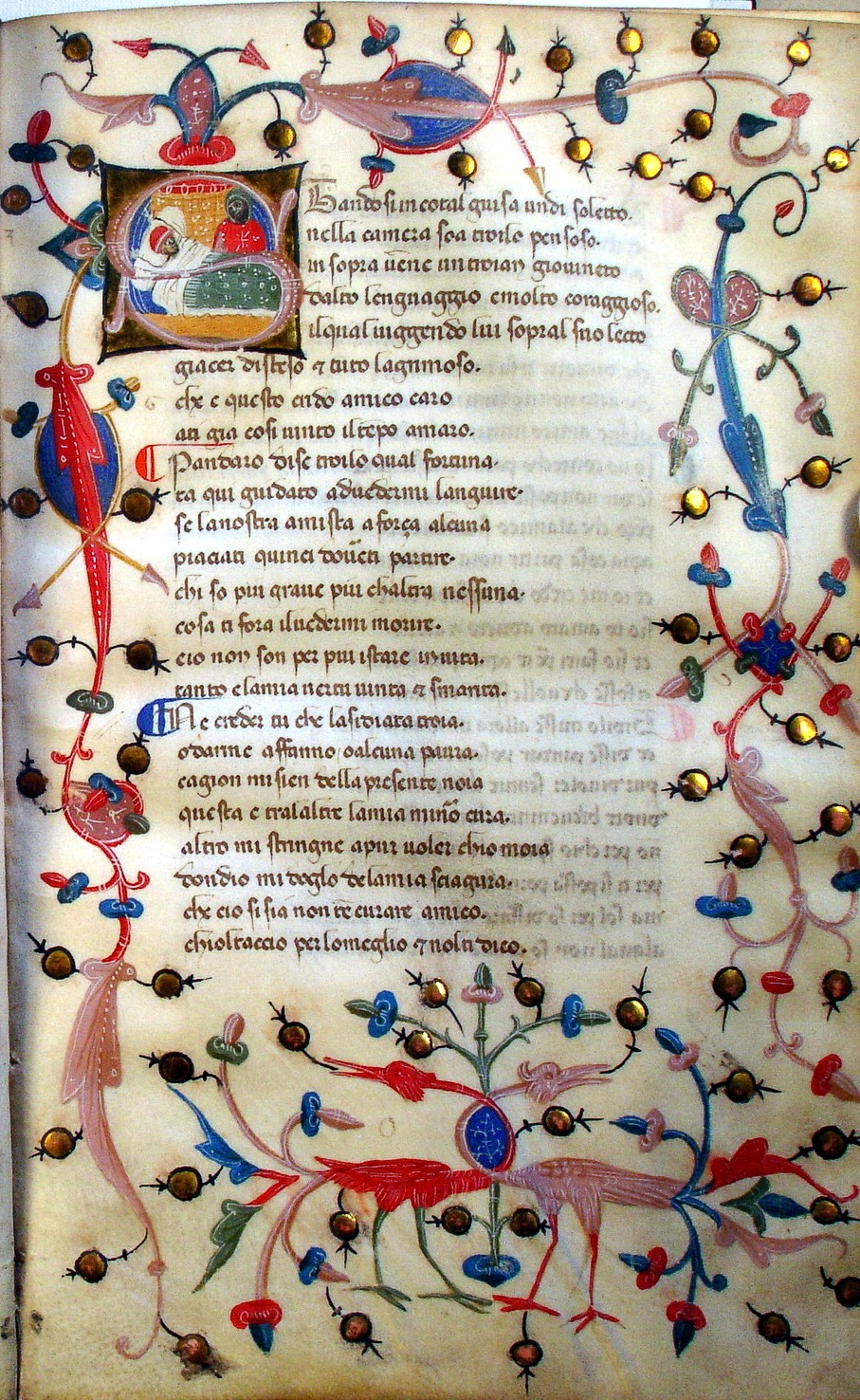
Бокаччо, поема «Філострато». рукописна книга, XIV ст. (Codex Christianei; Гамбург)

- 1334, еротична поема «Дім Діани» (La caccia di Diana)
- бл. 1336-38, роман «Філоколо» (Filocolo)
- бл. 1335-40, поема «Філострато» (Filostrato)
- бл. 1339-41, поема «Тезеїда» (Teseida delle nozze di Emilia)

Флорентійський період:
- 1341-42, пасторальний роман «Амето» (Comedia delle ninfe fiorentine; Ninfale d'Ameto; Ameto)
- початок 1340-х, алегорична поема «Любовна візія» (Amorosa visione)
- 1343-44, повість «Ф'яметти» (Elegia di Madonna Fiammetta; Fiammetta)
- 1345, поема «Ф'єзоланські німфи» (Ninfale fiesolano)
- 1350-і: «Декамерон» (Decameron), 1349—1352, переглянуто 1370—1371), український переклад — Декамерон. X., 1928
- 1354–1355, сатирична поема проти жіноцтва «Корбаччо» («Il corbaccio о labirinto d'amore»)
- бл. 1360, книга «Життя Данте Аліг'єрі» («Малий трактат на хвалу Данте»), «Trattatello in laude di Dante»; точна назва — «Origine vita е costumi di Dante Alighieri», перша редакція — 1352, третя — до 1372)
- Цикл лекцій про «Божественну Комедію» (Argomenti in terza rima alla Divina Commedia), незавершений
- Трактат «Про гори, ліси, джерела, озера, ріки, болота й моря» («De montibus, silvis, fontibus, lacubus, fluminibus, stagnis seu paludibus et de nominibus maris», початий біля 1355–1357), написано латиною
- «Генеалогія поганських богів» в 15 книгах (De genealogia deorum gentilium, перша редакція біля 1360), написано латиною
- «Про нещастя знаменитих людей» (De casibus virorum et feminarum illustrium, перша редакція біля 1360), в 9 книгах, написано латиною
- «Про знаменитих жінок» (De claris mulieribus, почато біля 1361), складається з 106 жіночих біографій
- Буколічні пісні (Bucolicum carmen)
- Сонети
- Листи

## Переклади українською

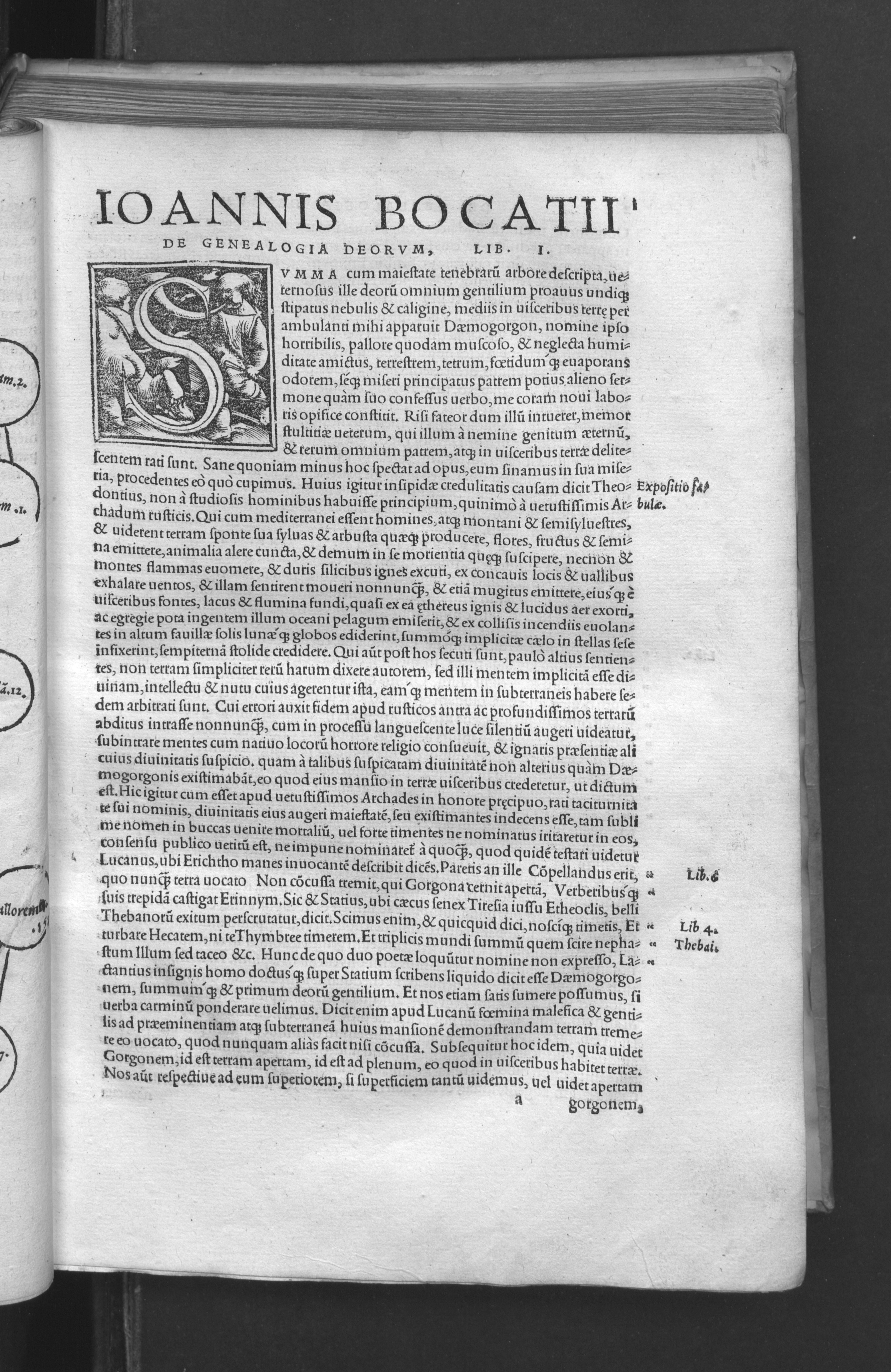
Genealogia deorum gentilium, 1532

Наприкінці XVII або початку XVIII століття невідомий автор переказав українською силабічними віршами першу новелу четвертого дня «Декамерону» про трагічну історію кохання Гізмонди та Гвіскардо. Цю українську переробку було здійснено на основі польської також віршованої переробки, що належала відомому поетові та дипломатові Я. Морштину.
У 1879 році спробу українського перекладу «Декамерона» зробив Михайло Подолинський, який надрукував у львівській газеті «Правда» початок вступу (опис чуми). Літературозавець Григорій Кочур характеризував цей переклад як «несміливу спробу», яка стоїть на рівні тодішньої перекладацької літературної мови в Галичині, як «нездійснений намір познайомити українських читачів з твором Боккаччо».
Перший повний український переклад «Декамерона» з'явився у двотомному виданні 1928 року. Прозовий текст твору переклали Леонід Пахаревський та Павло Майорський, які зробили переклад не з оригіналу, а з французького перекладу, звіряючись також з російським перекладом Олександра Веселовського. Редактори (редактор першого тому — С. Родзевич, другого — П. Мохор) звіряли виготовлений у такий спосіб переклад з італійським оригіналом. Канцони переклав Марко Вороний, передмову написав В. Державін. Видання вийшло накладом у 5000 примірників, й як на свій час, було доволі непогане. Але, за висновком Г. Кочура, досконалим це видання й не могло бути: надто вже кручений шлях виникнення цього перекладу позбавив його стилістичної єдності, єдиного мовного обличчя. Перекладачі й редактори намагалися в міру можливості сумлінно передати зміст, і такої мети вони досягли. Художня своєрідність і барвистість «Декамерона» значною мірою залишилася поза можливостями перших його українських інтерпретаторів.
Другий повний український переклад флорентійського шедевру Боккаччо доби Пізнього Середньовіччя був створений Миколою Лукашом ще у 1963 році, опублікований 1964 році у видавництві «Дніпро», проте зі значними редакторськими правками. Лукашу закидали перекручування авторського тексту та надмірну його архізацію та «українізацію», лаяли за питомі українські слова на кшталт березоль, дзигарі, лучче, що, відповідно, було нещадно «виправлено» редакторами у кінцевому варіанті видання. Цей значно відредагований варіант перекладу перевидавався близько десятка разів, але оригінальна робота перекладача без редагувань та виправлень з'явилася лише у 2006 році у видавництві «Видавничий центр „Просвіта“», завдяки кропіткій роботі Леоніда Череватенка, який, віднайшовши рукописи перекладу у творчому архіві Миколи Лукаша, працював над його відновленням упродовж кількох років.
- (перший частковий переклад українською)[14] Джованні Боккаччо. Декамерон (уривок). Переклад з польської: невідомо; кінець XVII або початок XVIII ст.
- (другий частковий переклад українською)[15] Джованні Боккаччо. Декамерон (уривок). Переклад з польської: Михайло Подолинський. Львів: Львів: Журнал «Правда» (часть літературно-наукова). 1879 р.
- (перший повний переклад українською) Джованні Боккаччо. Декамерон (у 2-ох томах). Переклад з французької та російської: Леонід Пахаревський та Павло Майорський (проза), Марко Вороний (канцони/поезія); редактори: С. Родзевич (1-ий том), П. Мохор (2-ий том); передмова: Владімір Державін. Харків: ДВУ, 1928. 408 стор. (1-ший том.), 334 стор. (2-ий том). Наклад 5,000 примірників[16]
- (перше видання значно відредагованого перекладу Лукаша) Джованні Боккаччо. Декамерон. З італійської переклав: Микола Лукаш; редактор: Олена В. Хатунцева; художник: І. П. Хотинок; художній редактор: Б. Л. Тулін; технічний редактор: Л.М Бобир; корректори: О. А. Підвишиванська, Г. М. Стадник. — Київ, 1964. — 664 с. — 65,000 прим.
  - (перевидання: 1969, 1985 (обидва видавництво «Дніпро»), 2000 (видавництво «Січ»), 2003, 2005, 2007, 2011 (усі видавництво «Фоліо»))
- (перше видання авторського невідредагованого перекладу Лукаша) Джованні Боккаччо. Декамерон. З італійської переклав: Микола Лукаш; упорядникування та редагування: Леонід Череватенко. — Київ : "Видавничий центр «Просвіта»", 2006. — 896 с. — ISBN 966-8547-73-X.
- Джованні Боккаччо. Декамерон (вибрані оповідки). Інтерпретація з італійської: Василь Шкляр; ілюстрації Л. Корж-Радько. Київ: Дніпро, 2006. 104 с. іл. ISBN 966-578-161-8 (примітка: у книзі присутні 30 зі 100 оповідок)
- Джованні Боккаччо. Про славних жінок. Переклад з латині: Павло Содомора; художнк: О. Д. Кононученко. Харків: Фоліо, 2014. — 316 с. ISBN 978-966-03-6655-8